# Yalitza Aparicio
Yalitza Aparicio Martínez ([ɟaˈlitsa apaˈɾisjo maɾˈtines]) (Heroica Ciudad de Tlaxiaco, 11 dicembre 1993) è un'attrice messicana.
Il suo debutto cinematografico avviene nel 2018, quando prende parte come protagonista nel pluripremiato film Roma, per cui si aggiudica una candidatura ai Premi Oscar 2019 come miglior attrice.

## Biografia
Nata e cresciuta a Heroica Ciudad de Tlaxiaco, Oaxaca. I suoi genitori sono di origine indigena; il padre è mixteco, mentre la madre è trichi. Nonostante la propria ascendenza Yalitza non parlava la lingua mixteca prima di recitare in Roma ma la studiò appositamente per recitare nel film. Cresciuta da una madre single che ha lavorato come cameriera, ha un diploma in educazione della prima infanzia. Nel 2023 prese parte al film Una grande conquista.

## Filmografia
- Roma, regia di Alfonso Cuarón (2018)
- Let's Dance, cortometraggio (2018)
- El renacer de una industria, cortometraggio (2020)
- Presencias, regia di Luis Mandoki (2022)
- Una grande conquista (2023)

## Doppiatrici italiane
- Letizia Scifoni in Una grande conquista

## Riconoscimenti
- 2019 – Premio Oscar
  - Candidatura per la miglior attrice per Roma
- 2019 – Critics' Choice Awards[2]
  - Candidatura per la migliore attrice per Roma
- 2018 – Gotham Independent Film Awards[3]
  - Candidatura per la miglior interprete emergente
- 2019 – Satellite Award[4]
  - Candidatura per la miglior attrice in un film drammatico per Roma